# Hand of Mercy
Hand of Mercy war eine 2007 gegründete Hardcore-/Melodic-Hardcore-Band aus dem australischen Sydney.

## Geschichte
Die 2007 in Sydney gegründete Band bestand zuletzt aus Scott Bird (Gesang), Adam McLean (Gitarre), Josh Zimmer (Gitarre), Michael Dawson (Bass) und Cullum Mackinnon (Schlagzeug).
Die Gruppe veröffentlichte mit Trash the Party (2007) und Scum of the Earth (2008) zwei EPs in Eigenproduktion. Auch das Debütalbum The Fallout, das 2010 erschien, finanzierten die Musiker aus eigener Tasche. Auf regionaler Ebene konnte die Gruppe bereits mit Bands wie A Day to Remember, The Ghost Inside, The Amity Affliction und August Burns Red spielen. Im Januar 2012 spielte die Band ihre erste nennenswerte Konzertreise als Hauptvorband für Parkway Drive. Diese trug den Namen Sick Summer II Tour und führte durch Australien.
Hand of Mercy haben zwischenzeitlich einen Plattenvertrag mit dem australischen Label UNFD abgeschlossen, die das zweite Album der Band finanzierten. Es hieß Last Lights und erschien im August 2012. Im Oktober 2013 tourte die Gruppe als Vorband für Northlane, Hundredth, Betraying the Martyrs, I Killed the Prom Queen, Carnifex und Emmure durch Europa. Die Konzerte fanden im Rahmen der Impericon Never Say Die! Tour statt.
Im Dezember 2013 spielen Hand of Mercy auf der Warped Tour in Australien. Im September 2014 veröffentlichte die Gruppe ein Musikvideo zum Lied Desperate Measures. Dieses ist auf dem Album Resolve zu finden, welches im Oktober 2014 über UNFD und im November über Rise Records veröffentlicht wird.
Nach einer Australien-Konzertreise als Support für Buried in Verona im September und Oktober 2015, hat sich die Band aufgelöst. Für Januar 2016 kündigte die Band eine einmalige Wiedervereinigung für einen Auftritt auf dem australischen Unify-Gathering-Festival an.

## Diskografie
- 2007: Trash the Party (EP, kein Label)
- 2008: Scum of the Earth (EP, kein Label)
- 2010: The Fallout (Dogfight Records)
- 2012: Last Lights (UNFD)
- 2014: Resolve (Rise Records)